# Брюшков, Юрий Васильевич
Ю́рий (Гео́ргий) Васи́льевич Брюшко́в (14 [27] марта 1903, Москва ― 11 марта 1971, Ленинград) ― советский пианист и педагог, Заслуженный артист РСФСР (1949).
Учился в Московской консерватории как пианист у К. Киппа (окончил в 1925), аспирантуру проходил у К. Н. Игумнова. В 1920―1930 ― артист оркестра Большого театра, с 1924 выступал как солист. На первом Международном конкурсе имени Шопена в Варшаве в 1927 был удостоен почётного диплома. C 1935 по 1948 ― солист Московской филармонии. С 1939 вёл преподавательскую деятельность, сначала в Центральном заочном музыкально-педагогическом институте, в 1942―1948 ― в Московской, с 1951 ― в Ленинградской консерватории (с 1957 профессор, в 1952―1962 директор, в 1951―1967 заведующий кафедрой специального фортепиано). Выступал с концертами в СССР и за рубежом.
Умер 11 марта 1971 года. Прах захоронен на Смоленском православном кладбище в Санкт-Петербурге.